# Stoke City Football Club 1974-1975
Questa voce raccoglie le informazioni riguardanti lo Stoke City Football Club nelle competizioni ufficiali della stagione 1974-1975.

## Stagione
Grazie agli acquisti del centravanti dello Sheffield Utd Geoff Salmons e, a stagione avviata, di Peter Shilton per una cifra record di 325 000 sterline, a partire da novembre lo Stoke City occupò le posizioni di vertice della First Division. Grazie a una classifica molto corta e nonostante gli infortuni di diversi giocatori chiave nel mese di dicembre, i Potters rimasero in corsa per il titolo fino a tre giornate dalla fine; una sconfitta e due pareggi nelle successive gare fecero infine perdere alla squadra la possibilità di mettere le mani sul trofeo nazionale e l'accesso alla Coppa UEFA, avendo concluso il torneo a quattro punti dalla vetta e a uno dall'ultimo posto valido per la qualificazione alla competizione europea.
Di minor rilievo furono le prestazioni fornite dalla squadra nelle coppe: in Coppa UEFA i Potters vennero eliminati al primo turno dall'Ajax che prevalse grazie alla regola dei gol fuori casa e a una buona prestazione del portiere Schrijvers nella gara di ritorno, mentre in FA Cup vennero sorteggiati al terzo turno contro il Liverpool, venendo sconfitti per 2-0 ad Anfield. In Coppa di Lega lo Stoke City superò due turni, ottenendo la sua vittoria più larga nel torneo durante la seconda ripetizione con il Chelsea per poi essere sconfitto dall'Ipswich Town.

## Maglie e sponsor
All'inizio della stagione vennero utilizzate divise prodotte dalla Admiral. A novembre venne sottoscritto un accordo con la Umbro, che non apportò sostanziali modifiche alle divise se non nel colletto, che perse i bottoni sullo scollo in favore di un piccolo triangolo nero.
| Casa | Trasferta |  |

## Rosa
| N. |                        | Ruolo | Calciatore    |
| -- | ---------------------- | ----- | ------------- |
|    | Inghilterra (bandiera) | P     | John Farmer   |
|    | Inghilterra (bandiera) | P     | Peter Shilton |
|    | Inghilterra (bandiera) | D     | Alan Bloor    |
|    | Inghilterra (bandiera) | D     | Danny Bowers  |
|    | Inghilterra (bandiera) | D     | Alan Dodd     |
|    | Inghilterra (bandiera) | D     | Kevin Lewis   |
|    | Inghilterra (bandiera) | D     | Jackie Marsh  |
|    | Inghilterra (bandiera) | D     | Mike Pejic    |
|    | Inghilterra (bandiera) | D     | Eric Skeels   |
|    | Inghilterra (bandiera) | D     | Denis Smith   |

| N. |                        | Ruolo | Calciatore      |
| -- | ---------------------- | ----- | --------------- |
|    | Irlanda (bandiera)     | C     | Terry Conroy    |
|    | Inghilterra (bandiera) | C     | Sean Haslegrave |
|    | Inghilterra (bandiera) | C     | Alan Hudson     |
|    | Galles (bandiera)      | C     | John Mahoney    |
|    | Scozia (bandiera)      | C     | Jimmy Robertson |
|    | Inghilterra (bandiera) | A     | Jimmy Greenhoff |
|    | Inghilterra (bandiera) | A     | Geoff Hurst     |
|    | Inghilterra (bandiera) | A     | Ian Moores      |
|    | Inghilterra (bandiera) | A     | John Ritchie    |
|    | Inghilterra (bandiera) | A     | Geoff Salmons   |

## Calciomercato

### Sessione estiva
| Acquisti | Acquisti      | Acquisti      | Acquisti               |
| R.       | Nome          | da            | Modalità               |
| -------- | ------------- | ------------- | ---------------------- |
| A        | Geoff Salmons | Sheffield Utd | definitivo (160 000 £) |

### Operazioni esterne alle sessioni
| Acquisti | Acquisti      | Acquisti       | Acquisti               |
| R.       | Nome          | da             | Modalità               |
| -------- | ------------- | -------------- | ---------------------- |
| P        | Peter Shilton | Leicester City | definitivo (325 000 £) |

| Cessioni | Cessioni    | Cessioni       | Cessioni |
| R.       | Nome        | a              | Modalità |
| -------- | ----------- | -------------- | -------- |
| P        | John Farmer | Leicester City | prestito |

## Risultati

### FA Cup
| Arbitro: | Reynolds |

|                         |           |  |
| Heighway 78’ Keegan 89’ | Marcatori |  |

### Coppa UEFA
| Arbitro: | Michelotti |

|           |           |          |
| Smith 78’ | Marcatori | 27’ Krol |

| Amsterdam 2 ottobre 1974, ore 19:15 UTC+1 Trentaduesimi di finale - Ritorno | Ajax   | 0 – 0 referto | Stoke City | Stadio Olimpico (29 000 spett.)\| Arbitro: \| Rainea \| |
| Arbitro:                                                                    | Rainea |               |            |                                                         |

## Statistiche

### Andamento in campionato
Luogo, risultato e posizione seguono l'ordine ufficiale delle giornate.
| Giornata  | 1 | 2 | 3 | 4 | 5 | 6 | 7 | 8 | 9 | 10 | 11 | 12 | 13 | 14 | 15 | 16 | 17 | 18 | 19 | 20 | 21 | 22 | 23 | 24 | 25 | 26 | 27 | 28 | 29 | 30 | 31 | 32 | 33 | 34 | 35 | 36 | 37 | 38 | 39 | 40 | 41 | 42 |
| --------- | - | - | - | - | - | - | - | - | - | -- | -- | -- | -- | -- | -- | -- | -- | -- | -- | -- | -- | -- | -- | -- | -- | -- | -- | -- | -- | -- | -- | -- | -- | -- | -- | -- | -- | -- | -- | -- | -- | -- |
| Luogo     | C | T | T | C | C | T | C | T | T | C  | C  | T  | C  | C  | T  | C  | T  | C  | T  | C  | T  | T  | C  | T  | C  | C  | T  | C  | T  | C  | T  | T  | C  | T  | C  | T  | C  | T  | C  | T  | C  | T  |
| Risultato | V | P | V | N | N | V | V | P | P | N  | V  | N  | V  | V  | N  | N  | P  | V  | N  | V  | V  | P  | P  | P  | V  | N  | N  | V  | V  | N  | N  | P  | P  | V  | V  | N  | V  | N  | V  | P  | N  | N  |
| Posizione | 3 | 9 | 7 | 6 | 6 | 4 | 4 | 4 | 9 | 9  | 7  | 8  | 7  | 4  | 4  | 2  | 6  | 2  | 3  | 1  | 1  | 3  | 7  | 9  | 7  | 6  | 7  | 3  | 2  | 2  | 2  | 4  | 6  | 5  | 3  | 5  | 3  | 4  | 2  | 5  | 5  | 5  |

Fonte:  Premier League 1974/1975 » Schedule, su worldfootball.net.
Legenda:

Luogo: C = Casa; T = Trasferta. Risultato: V = Vittoria; N = Pareggio; P = Sconfitta.